# Charlotte Dacre
Charlotte Dacre (1782 – 1841) è stata una scrittrice inglese, autrice di romanzi gotici.
Alla nascita Charlotte King, figlia di John King, uno scrittore radicale ben conosciuto a Londra, Charlotte Dacre scrisse inizialmente con lo pseudonimo Rosa Matilda, e più tardi ne adottò un secondo per confondere i suoi critici. 
Dopo aver divorziato dalla madre, il padre si sistemò con la contessa di Lanesborough.
Nel 1806, alla morte della moglie del padre, si sposò con Nicholas Byrne, da cui aveva già avuto tre figli, un editore che sarebbe poi diventato un socio fondatore del quotidiano londinese The Morning Post, sulle cui pagine furono pubblicate le poesie della Dacre.
Come autrice di romanzi, Charlotte Dacre rappresenta le sue eroine in maniera piuttosto diversa da quanto fatto dai suoi contemporanei, che consideravano signore di buon gusto e decoro. Il suo stile era più vicino a quello di autori maschili, creando eroine femminili aggressive e spesso fisicamente violente, caratterizzate da forti desideri sessuali e ambizione. 
Tra i suoi quattro romanzi principali, oggigiorno Zofloya è quello più conosciuto. Il romanzo vendette bene quando apparve nel 1806, e venne tradotto in tedesco e francese. In esso, un personaggio femminile segue, attacca brutalmente e infine uccide una ragazza che considera sua rivale sessuale. Nonostante la sua brutalità, la storia presenta la morale che le giovani donne devono essere in guardia contro i pericoli della lussuria.
Nel mondo letterario il nome di Charlotte Dacre è rimasto nell'oscurità per quasi due secoli. Ciò nonostante, le sue opere erano state ammirate da alcuni dei grandi nomi della letteratura del tempo, e i suoi romanzi influenzarono Percy Bysshe Shelley, il quale ne stimava lo stile e le capacità creative.